# 宮能安
宮能安（1988年10月21日—），高雄人，台灣男演員、舞台劇演員、作家、表演藝術老師，現為音樂劇劇團「躍演」團員。畢業於樹德科技大學表演藝術系，曾任職於教職，創作出獨立單然演說式劇場《地球人遇見小王子》，2016年巡迴至今已逾700場次，且於2020年出版《致無法拒絕長大的我們》一書。

## 作品
宮能安出版過的書籍包含2020年由時報文化出版企業股份有限公司在2020年6月23日出版的《致無法拒絕長大的我們》，是以《小王子》為藍本創作的作品。他的部分文章被選錄在由羅怡君編撰的晨讀10分鐘：做自己，不一定要叛逆中。

### 劇集
| 年度 | 播出頻道             | 劇名                  | 飾演       | 導演   |
| ---- | -------------------- | --------------------- | ---------- | ------ |
| 2013 | 台視主頻 八大綜合台  | 愛的生存之道          | 健身房小偷 | 李青蓉 |
| 2020 | 大愛電視             | 歲歲年年              | 鄭大慶     | 黃克義 |
| 2022 | Disney+              | 正義的算法            | 王律師     | 許富翔 |
| 2023 | 東森戲劇台           | W劇場：沒有你依然燦爛 | 王律師     | 許富翔 |
| 2023 | Hami VideofriDay影音 | 火星上的維納斯        | 小米       | 蔡於位 |

### MV 音樂錄影帶
| 年度 | 歌手 | 曲目     | 導演 |
| ---- | ---- | -------- | ---- |
| 2011 | 辛隆 | 愛情拼圖 |      |

### 舞台劇
| 年度 | 劇團/單位          | 劇名               | 飾演   | 作者/編劇 | 導演   |
| ---- | ------------------ | ------------------ | ------ | --------- | ------ |
| 2013 | 無獨有偶工作室劇團 | 《蛙靠部落》       |        |           | 鄭嘉音 |
| 2017 | 躍演               | 《DAYLIGHT》       | 林哲志 | 陳彥瑋    | 曾慧誠 |
| 2019 | 非常林奕華         | 《梁祝的繼承者們》 |        |           | 林奕華 |
| 2023 | 躍演               | 《勸世三姊妹》     | 宋國豪 | 詹傑      | 曾慧誠 |

## 外部連結
- 宮能安的Facebook
- 宮能安的Instagram

## 來源
1. ↑  洪秀瑛. . 中時新聞網. 2019/10/23  [2024-06-25]. （原始内容存档于2024-06-25）.
2. ↑  .   [2024-06-25]. （原始内容存档于2024-06-25）.
3. ↑  宮能安. . 台灣: 時報出版. 2020-06-23. ISBN 9789571382425.
4. ↑  羅怡君; 明星煌, 宮能安, 褚士瑩. . 台灣: 親子天下. 2022-05-31. ISBN 9786263052154.
5. ↑  .   [2024-06-21]. （原始内容存档于2024-08-14） （英语）.
6. ↑  .   [2024-06-21]. （原始内容存档于2024-06-21） （英语）.
7. ↑  . puppetdouble.blogspot.com.   [2024-06-21]. （原始内容存档于2024-06-21） （中文（臺灣））.
8. ↑  許逸群. . 2017-12-21  [2024-06-25]. （原始内容存档于2024-06-25）.
9. ↑  鄭景雯. . 2024-02-01  [2024-06-25]. （原始内容存档于2024-06-20）.